# Nu del blau
Nu del blau és una escultura de Josep Viladomat de 1936 que es conserva al Museu d'Art de Cerdanyola.

## L'Autor
Josep Viladomat Massanas és un dels representants de l'escultura postnoucentista catalana. Va participar en el grup dels Evolucionistes, fundat l'any 1917, tractant de reaccionar contra el modernisme a partir de la recerca del realisme basat en el barroc català i l'admiració per Arístides Mallol i els escultors grecs. La seva obra es mou entre el classicisme i el realisme.

## Descripció

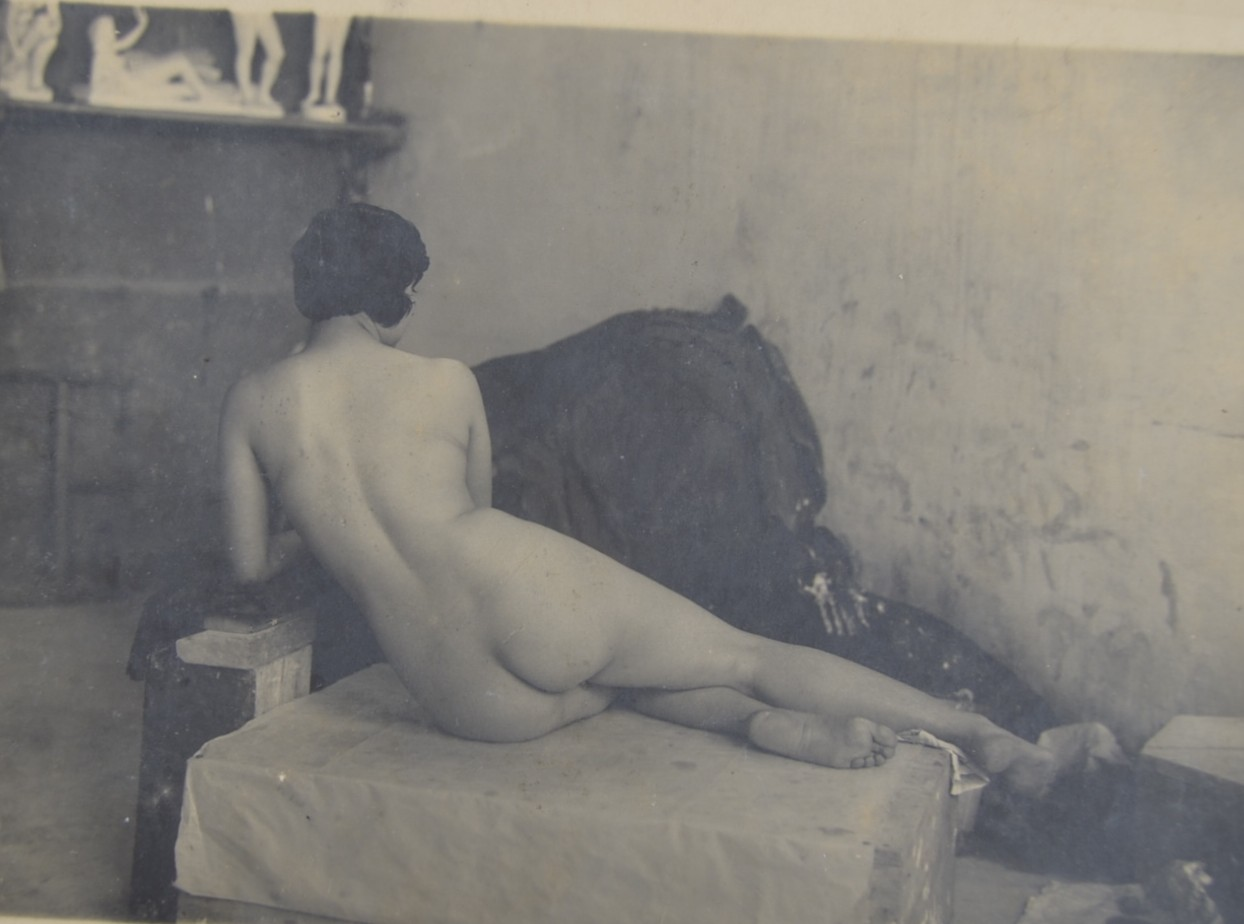
Dona que va fer de model per a Nu del blau

La peça representa una noia jove nua que s'tocant la cuixa. Va ser realitzada l'any 1936 amb el nom de Nu tot i que també es coneixeria com a Nu del blau per les circumstàncies en què va ser feta, ja que no aconseguia trobar cap postura de la model que satisfés a l'artista fins que la noia li va mostrar un blau que tenia a la cuixa.
Viladomat va tornar a repetir aquest gest a l'escultura de Diana Moderna de 1949. Amb aquesta peça, l'any 1936, va obtenir el Premi Campeny, a l'Exposició de Primavera que es va celebrar al Saló de Montjuïc. Aquest Premi va ser instituït per la Generalitat de Catalunya per mitjà del Decret de data 9 de maig de 1934, s'atorgava a l'escultor d'una obra inèdita i el premi era de 5.000 pessetes. Posteriorment l'obra va ser adquirida per la Diputació de Barcelona que en conserva dos exemplars en bronze.

## Temàtica
El nu femení és un motiu predominant entre els escultors catalans de la generació de Viladomat. S'identifica sovint amb un nou model de nació catalana i amb la idea de la dona com a mare i esposa dedicada i com a transmissora de la llengua, la cultura i les tradicions catalanes. Viladomat seguiria un model clàssic de nu jove, proporcionat, destacant el ritme i l'harmonia. La seva obra també presenta influències formals dels mestres del Quattrocento italià com Donatello i Verrocchio, amb un classicisme que dialoga sovint amb el realisme i l'anècdota.

## Premis i reconeixements
- 1946 - Premi Campeny (Saló de Montjuïc)